# Баґениці-Шляхецькі
Баґениці-Шляхецькі (пол. Bagienice Szlacheckie) — село в Польщі, у гміні Красносельц Маковського повіту Мазовецького воєводства.
Населення — 158 осіб (2011).
У 1975-1998 роках село належало до Остроленцького воєводства.

## Демографія
Демографічна структура станом на 31 березня 2011 року:
|          | Загалом | Допрацездатний вік | Працездатний вік | Постпрацездатний вік |
| -------- | ------- | ------------------ | ---------------- | -------------------- |
| Чоловіки | 78      | 20                 | 50               | 8                    |
| Жінки    | 80      | 17                 | 48               | 15                   |
| Разом    | 158     | 37                 | 98               | 23                   |